# Hensli Rahn Solórzano
Hensli Rahn Solórzano (Caracas, 30 de marzo de 1982) es un escritor venezolano. Desde 2015 reside en Alemania. Forma parte de la llamada literatura venezolana en el exilio o literatura de la diáspora, junto con escritores como Karina Sainz Borgo, Rodrigo Blanco Calderón, Keila Vall de la Ville, Michelle Roche Rodríguez o Gustavo Valle. Sus cuentos han merecido varios premios en Venezuela.

## Biografía

### Trayectoria literaria
Es Licenciado en Letras por la Universidad Central de Venezuela. Ha publicado dos libros de narrativa: Dinero fácil, elegido por el diario El Universal como el mejor libro venezolano de cuentos de 2014, y Crónicamente Caracas, que obtuvo una mención especial en la VI Edición del Premio Anual Transgenérico de la Fundación para la Cultura Urbana.
En 2016 fue escritor residente en el Programa Internacional de Escritura de la Universidad de Iowa, Estados Unidos. En 2024 fue escritor invitado a la tercera edición del «Leap Off Page», festival de literatura y danza contemporánea patrocinado por la Elizabeth Kostova Foundation, en Bulgaria.
Sus textos han aparecido en antologías publicadas en Argentina, Uruguay y Venezuela. Ha colaborado, entre otros medios, con Zeit Online, Trópico Absoluto, Papel Literario y Prodavinci. Selecciones de su trabajo han sido traducidas al inglés, alemán y búlgaro. 

### Trayectoria musical
Sobrino del fallecido director de orquesta venezolano Eduardo Rahn, desde temprana edad escribió canciones y tocó la guitarra en varios ensambles de rock. En 2005 formó el grupo Autopista Sur, con el que publicó el disco «Caracas se quema» (2008). En 2012 completó en Barcelona el diplomado «Audio Engineering», en Instituto SAE. Entre 2019 y 2023 trabajó en Eastside Mastering Studio, en Berlín.

## Obra
- 2014. Dinero fácil (cuentos), Libros del Fuego, Caracas.
- 2008. Crónicamente Caracas (crónicas), Fundación para la Cultura Urbana, Caracas.

### Antologías
- 2024. 266 microdosis de Bolaño. Ed. La Conjura. Buenos Aires.
- 2018. Florecer lejos de casa. Ed. Konrad Adenauer Stiftung. Montevideo.

## Premios y reconocimientos
- 2024: Escritor invitado en «Leap Off Page», festival de literatura y danza contemporánea patrocinado por la Elizabeth Kostova Foundation, Bulgaria.
- 2016: Residencia literaria en el International Writing Program, Universidad de Iowa, Estados Unidos.
  - Grabación de relatos en audio, en la Biblioteca del Congreso, como parte de la colección The Palabra Archive. Washington D. C., Estados Unidos.[5]
- 2015: Finalista del Grand Prix Littéraire, 4 e Congrès des Écrivains de la Caraïbe, isla de Guadalupe.
- 2014: Dinero fácil, elegido por el diario El Universal como el mejor libro venezolano de cuentos del año.
  - Mención Especial en la 69 a Jornada Anual de Cuentos del diario El Nacional, Venezuela.
- 2013: Primer lugar en la IX Edición del Concurso Literario Anual de Sacven, Venezuela.[6]
- 2012: Incluido en la lista «Diccionario abreviado de cronistas hispanoamericanos», en la antología Mejor que ficción (Anagrama, 2012), editada por Jorge Carrión.
- 2010: Primer lugar en la IV Edición del Concurso de Cuentos de la Policlínica Metropolitana, Venezuela.
- 2006: Mención Especial en la VI Edición del Premio Anual Transgenérico de la Fundación para la Cultura Urbana.